# Karl Mayer (Maler, 1810)
Karl Mayer (auch Carl Mayer; * 19. Jänner 1810 in Wien; † 8. Juni 1876 ebenda) war ein österreichischer Maler.

## Leben und Werk

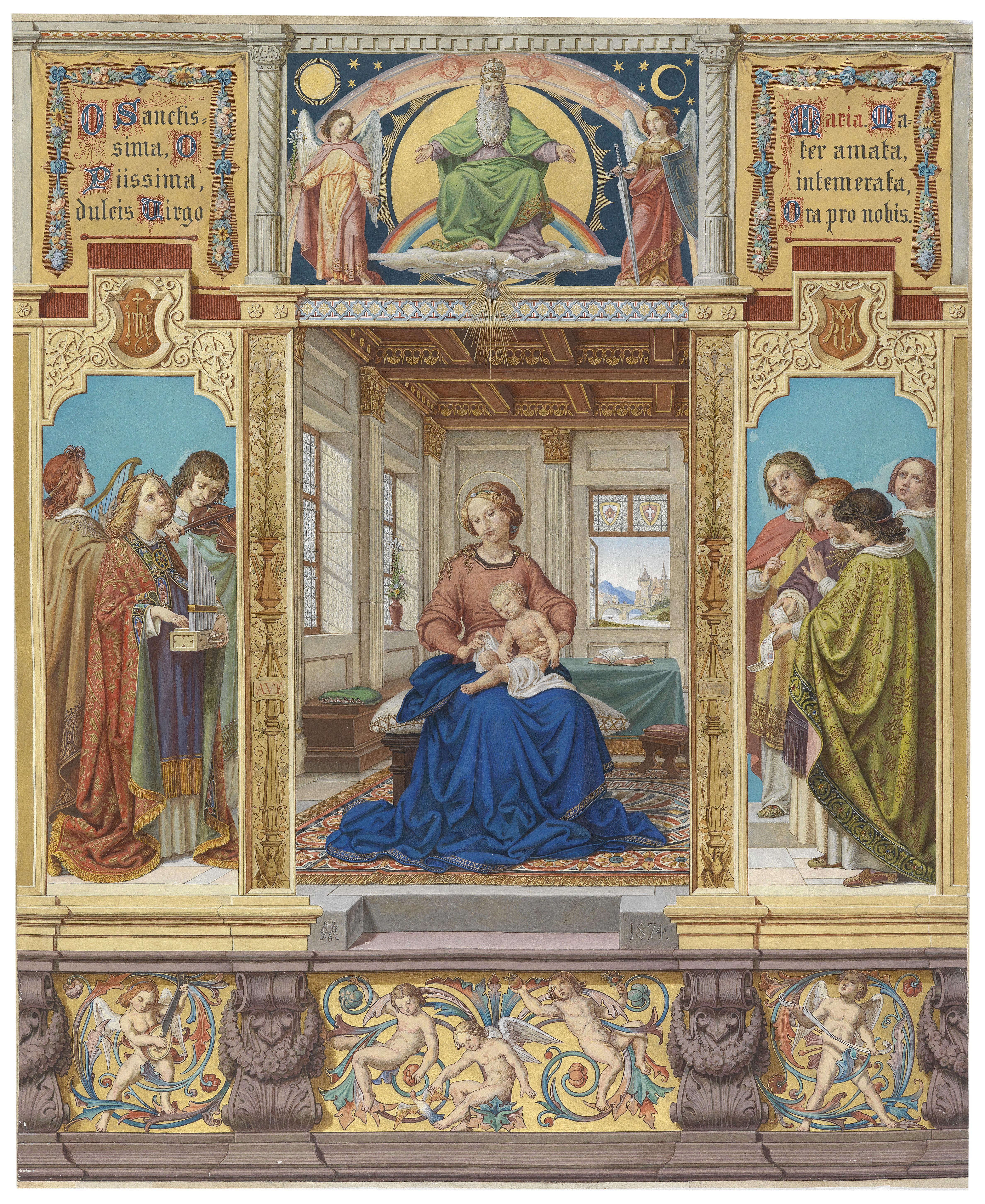
Die Jungfrau Maria, Mutter Jesu, in einer Stube sitzend, umgeben von musizierenden Engeln. Aquarell auf Pergament, 1874

Der Sohn eines Beamten studierte an der Akademie der bildenden Künste Wien bei Karl Gsellhofer. Er gewann den Rompreis der Akademie, der mit einem Aufenthalt in Rom verbunden war. Anschließend studierte er ab 1834 an der Akademie der Bildenden Künste München. Von 1842 bis 1851 lebte er erneut in Italien, vorwiegend in Rom, aber auch in Neapel und anderen Städten. 1844 befreundete er sich mit dem Maler Karl Blaas. 1852 wurde er als Professor an die Wiener Akademie berufen, an der er bis 1865 die Vorbereitungsschule, dann bis 1875 die Allgemeine Malerschule leitete.
Mayer war mit vielen Stilen und Techniken vertraut und schuf hauptsächlich Historien- und Genrebilder, später zunehmend religiöse Werke wie Altarbilder und Fresken. Ab 1853 war er zusammen mit Joseph von Führich, Leopold Kupelwieser und Karl Blaas an der Ausmalung der Altlerchenfelder Pfarrkirche beteiligt, wobei er für Entwurf und Ausführung der Fresken an der rechten Wand des Mittelschiffes verantwortlich war.